# Минценберг
Минценберг (њем. Münzenberg) град је у њемачкој савезној држави Хесен. Једно је од 25 општинских средишта округа Ветерау. Према процјени из 2010. у граду је живјело 5.636 становника. Посједује регионалну шифру (AGS) 6440015.

## Географски и демографски подаци
Минценберг се налази у савезној држави Хесен у округу Ветерау. Град се налази на надморској висини од 205 метара. Површина општине износи 31,6 km². У самом граду је, према процјени из 2010. године, живјело 5.636 становника. Просјечна густина становништва износи 178 становника/km².